# Hormetica
Hormetica es un género de insectos blatodeos (cucarachas) de la familia Blaberidae, subfamilia Blaberinae.

## Especies
Está conformado por 15 especies, resultando ser el tercer taxón más numeroso en especies de la subfamilia:
- Hormetica apolinari Hebard, 1919
- Hormetica atlas Rehn, 1911
- Hormetica bambui Rocha e Silva, 1979
- Hormetica bicolor (Brunner von Wattenwyl, 1865)
- Hormetica brunneri Saussure & Zehntner, 1895
- Hormetica kemneri Princis, 1946
- Hormetica laevigata Burmeister, 1838
- Hormetica luteomarginata Bruijning, 1949
- Hormetica marmorata (Saussure, 1869)
- Hormetica pustulata Hebard, 1929
- Hormetica scrobiculata Burmeister, 1838
- Hormetica sexnotata (Thunberg, 1826)
- Hormetica strumosa Saussure & Zehntner, 1895
- Hormetica ventralis Burmeister, 1838
- Hormetica vittata Brunner von Wattenwyl, 1865

## Distribución geográfica
Se pueden encontrar, según especies, en Brasil, Colombia, Ecuador, Paraguay y Venezuela, así como en Suecia como especie adventicia en el caso de la Hormetica kemneri.

## Otras denominaciones
El género Hormetica ha sido identificado también como Brachycola por Serville en 1839, en ocasiones incluyendo la forma con errata Brachycolla. Posteriormente, Karl Brunner-von Wattenwyl en 1865 lo identificó como Dasyposoma.